# Tristar Air

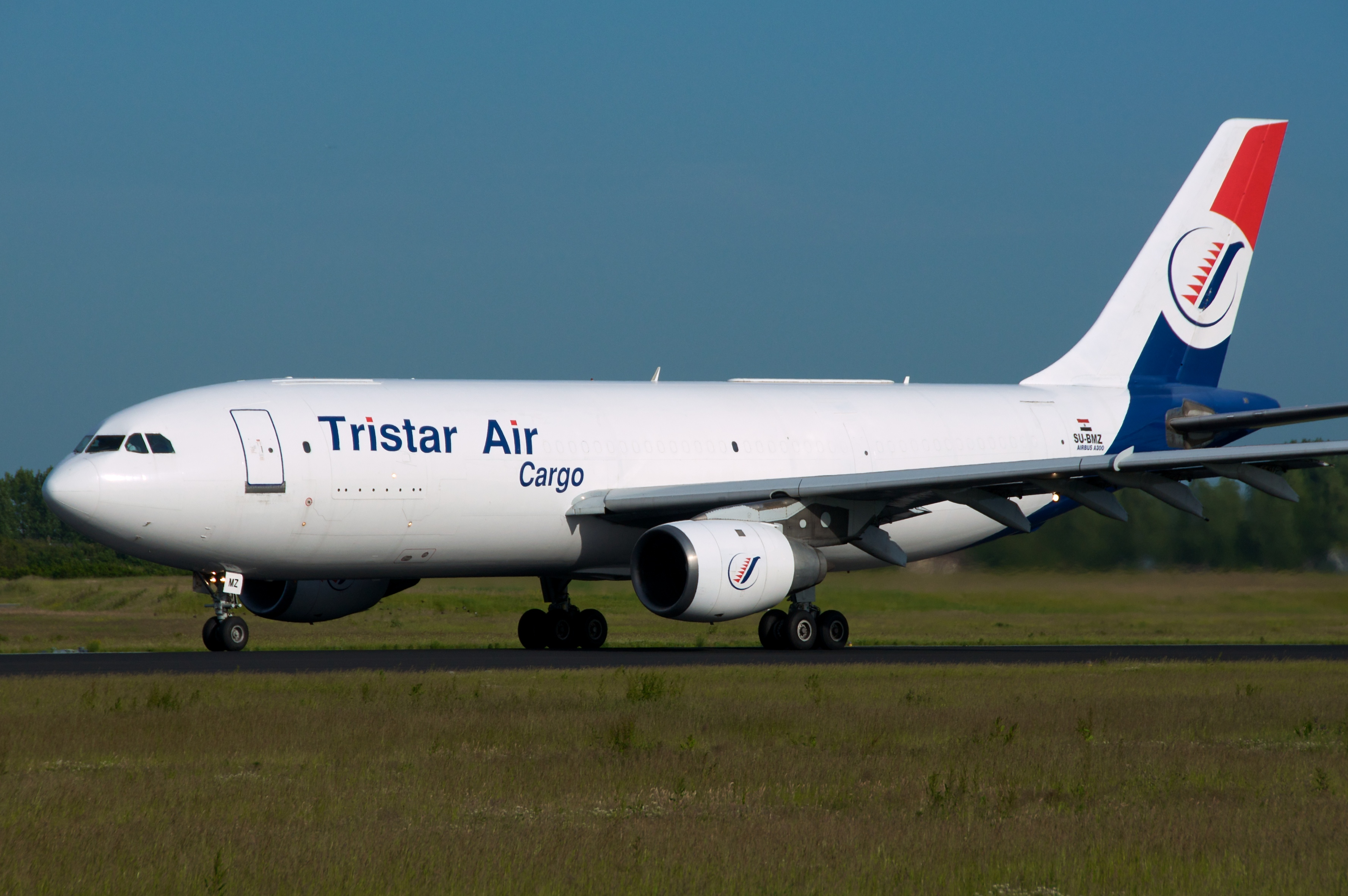
Airbus A300B4-200F авиакомпании Tristar Air в аэропорту Схипхол.

Tristar Air — египетская грузовая авиакомпания, базирующаяся в столичном городе Каир. Авиакомпания выполняет регулярные грузовые перевозки между Каиром, Триполи и Амстердамом.
Авиакомпания базируется в аэропорту Каира

## История
Авиакомпания была основана в 1998 году, начала перевозки в сентябре того же года. Её владеют члены семьи Мессех — Sobhy Abd El Messeh (98 %), Sabry Botros Messeh (1 %) и Fortunee Botros Messeh (1 %).
В штате авиакомпании числится 80 человек.

## Флот
Флот Tristar Air состоит на июнь 2010 года из следующего самолёта:
Бортовой номер единственного самолёта: SU-BMZ. Он был выпущен в 1981 году и изначально был поставлен в Air France в феврале того же года, далее им владели Air Jamaica, Jetlink Holland и Khalifa Airways Cargo.

## Внешние ссылки
- Tristar Air Fleet (недоступная ссылка)